# La Chaux-du-Milieu
La Chaux-du-Milieu (toponimo francese) è un comune svizzero di 489 abitanti del Canton Neuchâtel.

## Storia
Il comune di La Chaux-du-Milieu fu istituito nel 1825.

## Monumenti e luoghi d'interesse
- Chiesa riformata, eretta nel 1716[3].

## Società

### Evoluzione demografica
L'evoluzione demografica è riportata nella seguente tabella:
Abitanti censiti

## Geografia antropica

### Frazioni

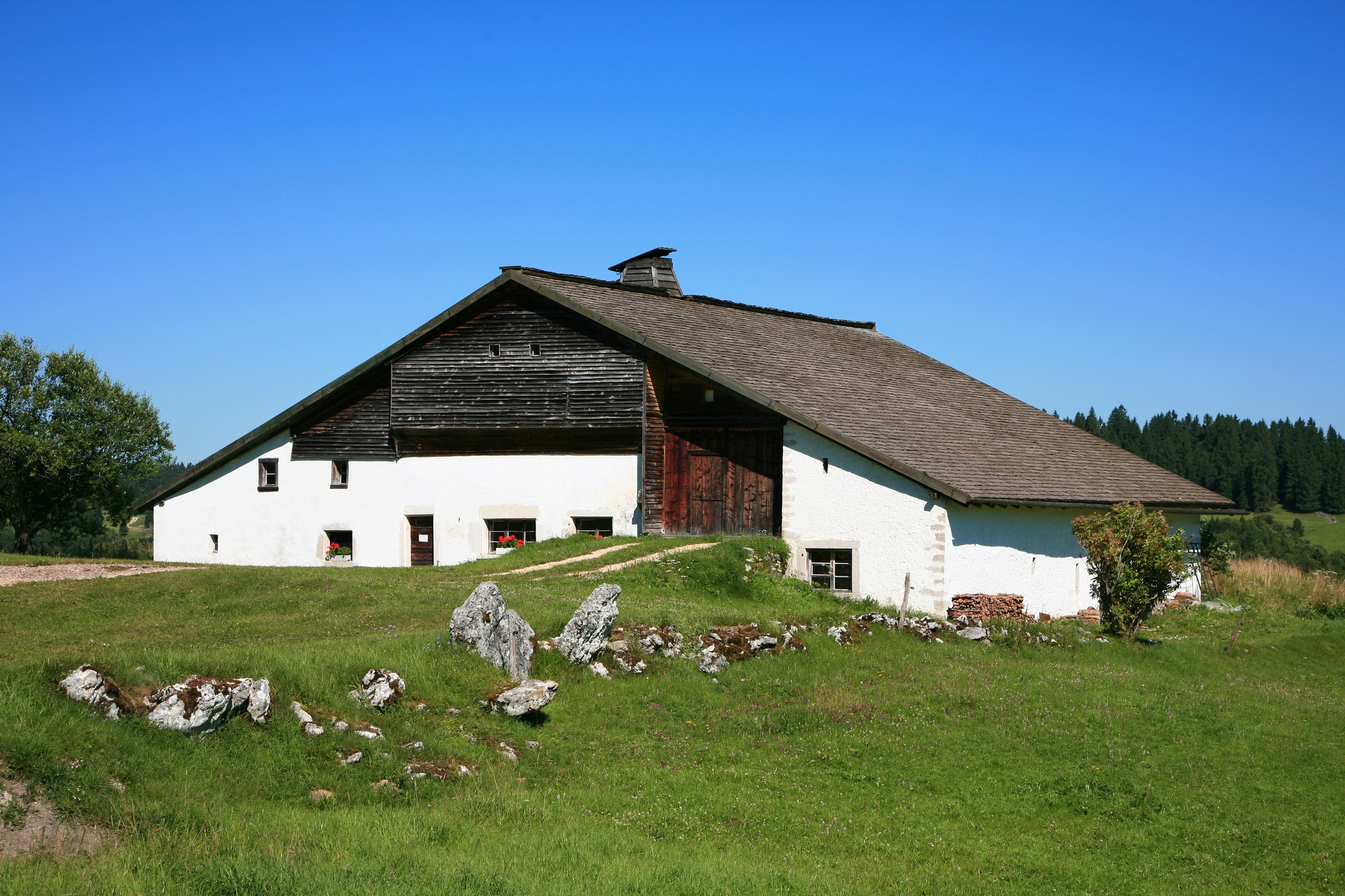
Le Cachot de Vent

Le frazioni di La Chaux-du-Milieu sono:
- La Clef d'Or
- La Forge
- Le Cachot
- Le Cachot de Bise
- Le Cachot de Vent
- Le Quartier

## Economia
L'economia locale si basa prevalentemente sull'agricoltura.